# 清末宁波盐粮案
清末宁波盐粮案是发生1852年（清朝道光）的民间群体性事件，由于政府禁贩私盐而引起官民冲突，并由于官府的不当处理导致事态进一步扩大，后来事件被清朝官员段光清平息，帶領村民向縣衙抗爭的監生周翔千被斩首。

## 背景
宁波鄞县的东乡临近东海，其所属的三山、瞻岐、咸祥等地均有盐场，生产的食盐供应全国。为此，清政府特允许东乡各地民间贩卖私盐，也允许百姓购买。而清朝道光年间，新上任的鄞县县令冯翊却颁布法令，规定东乡百姓必须到官府指定的重税盐铺购买食盐，民间贩卖私盐一律被禁止，为此，百姓极为不满。

## 矛盾激化
很多盐商乘着官府禁贩私盐的命令，大幅抬高盐价，更激起东乡民众的不满。一些不满的民众在盐贩俞能贵的带领下捣毁了盐商江某的店铺，江告至官府，鄞县知县冯翊派官吏逮捕闹事民众。俞能贵便会同监生李芝英动员民众到县衙请愿，县衙门前的广场被东乡民众挤得水泄不通，县令冯翊不敢露面，愤怒的民众在俞能贵带领下冲进县衙，救出被关押者。
鄞县官府还对普通民众征收高额的税赋。1852年3月，鄞南姜山监生周祥千受乡亲之托，至县衙反映民众疾苦，县令冯翊不但不听，反而以“结伙抗粮”为名，令手下将周祥千抓起来。几天后，来自鄞县的近5万乡民把鄞县县衙和宁波知府衙门团团围住。后来，愤怒的乡民们冲进衙门，把周祥千从牢房救出，并焚烧了衙署内的办公用品和房子。

## 盛垫之战
清政府终于感到事态严重，先将鄞县县令冯翊革职查办，令江山县县令段光清到鄞县接任，又急令浙江按察使孙毓桂等率官军赴鄞县镇压暴乱。
段光清至鄞县后，做了很多农民们的思想工作，大部分老百姓被稳住了。段光清还建议省府不要再派兵，但浙江按察使和盐运使仍调集1000多官兵不断扫荡村庄、抓捕乡民。于是俞能贵、李芝英等人经商量，开始组织村民自卫，并经研究，决定伏击官兵于盛垫桥。7月的一个凌晨，近千名官兵经水陆两路向五乡石山弄村扑来，行至盛垫桥时，突然一声巨大的炮声打破了黑夜的寂静，然后雨点般的箭射向官兵，官兵顿时倒下了一大片，其他幸存的官兵被吓得四散而逃，而早已守候在此的乡民却从四处冲杀而出，对官兵进行追杀。这一仗，有包括湖州副将张人在内的近两百官兵被杀死，还有二十七名官兵被俘虏。

## 平息
官兵的大败的消息震惊了清朝，清政府令段光清全权处理此事。段光清深入民间，深感盐业政策和高额的税赋造成民间疾苦。终于，鄞县按照统一标准开征了次年的赋税钱粮，鄞南村民心情平静了下来。不久，周祥千到官府来投案自首，段光清当众称赞他是“大丈夫做事，敢做敢当！”
接着，段光清又在东乡划定私盐流通的界限，这意味着在此界限内的村民可以自由买卖食盐。此举使东乡村民日夜追求的目标终于得到实现，因此与俞能贵等一起对抗官府的人愈来愈少。段光清又宣布盛垫之战责任完全由俞能贵等负责，对其他参与村民一概不追究责任，并悬赏八百多两白银捉拿案犯。不久均被擒获。后来，俞能贵、周祥千、张潮清三名主要案犯被押解到杭州斩首示众。

## 纪念
盐粮案数月后，鄞南南乡村民集资在周韩村建“报德祠”一座来祭奉周祥千，东乡村民则筹资在横泾西堍建张家堂一栋祭奉张潮清，石山弄村民则在每年七月专门祭祀这三人。